# Alice i Eventyrland (film fra 2010)
 For alternative betydninger, se Alice i Eventyrland (flertydig). (Se også artikler, som begynder med Alice i Eventyrland)
Alice i Eventyrland er en amerikansk fantasyfilm fra 2010. Filmen er instrueret af Tim Burton, og er skrevet af Linda Woolverton.

## Medvirkende
| Rolle                                | Original skuespiller (eller stemme) | Dansk stemme         |
| ------------------------------------ | ----------------------------------- | -------------------- |
| Alice                                | Mia Wasikowska                      | Marie Søderberg      |
| The Mad Hatter / Den gale hattemager | Johnny Depp                         | Caspar Phillipson    |
| Red Queen / Den røde dronning        | Helena Bonham Carter                | Sofie Gråbøl         |
| White Queen / Den hvide dronning     | Anne Hathaway                       | Katrine Falkenberg   |
| The Cheshire Cat / Filurkatten       | Stephen Fry                         | Steen Springborg     |
| Blue Caterpillar / kålormen Absolem  | Alan Rickman                        | Niels Weyde          |
| Knave of Hearts / Hjerterknægt       | Crispin Glover                      | Jens Jacob Tychsen   |
| White Rabbit / Den hvide kanin       | Michael Sheen                       | Søren Sætter-Lassen  |
| Tweedledee & Tweedledum / ?          | Matt Lucas                          | René Benjamin Hansen |
| Dormouse / Syvsovermusen             | Barbara Windsor                     | Vigga Bro            |
| The March Hare / Haren               | Paul Whitehouse                     | Thomas Mørk          |
| Bayard / ?                           | Timothy Spall                       | Torbjørn Hummel      |